# Bükki
El parque nacional Bükki o de Bükk (en húngaro, Bükki Nemzeti Park) es un parque nacional en los montes Bükk de Hungría septentrional, cerca de Miskolc. Fue fundado en 1976 como el tercer parque nacional del país. Contiene 431,3 km² (de los que 37,74 km² está bajo una protección incrementada). Es el parque nacional más grande del país con montañas y bosques, situado en las montañas Septentrionales, entre Szilvásvárad y Lillafüred. Los paisajes más importantes incluyen diversas formaciones kársticas de las montañas calizas: cuevas que solían estar habitadas por hombres prehistóricos, dolinas, barrancos.
El Bosque de clima Vaticano se situará en el parque. Donado por una empresa, pretende equilibrar las emisiones de dióxido de carbono de la Ciudad del Vaticano para 2007.
Dentro del parque hay 6009 hectáreas estrictamente protegidas en 18 enclaves de interés ecológico.

## Áreas paisajísticas protegidas
- Borsodi Mezőség, 179 km2, en Mezőkövesd, desde 1989. Al sudeste de la llanura de Heves-Borsodi, incluye dos zonas diferenciadas: Borsodi-Mezoség y Borsodi-ártér, en una zona mesetaria y en el lecho de inundación del río Tisza. Hay pequeñas aldeas que crían ganado y mantienen los pastizales.[4]
- Estepas de Heves, 158 km2, en Poroszló y Füzesabony, en el condado de Heves. Incluye la Reserva natural nacional del lago Héviz, de 60 ha, más la zona al este del lago formada por turberas en dirección al lago Balaton.
- Hollókő, 150 ha, en torno a la localidad de Hollókő. Desde 1977 en el condado de Nógrád. La zona es patrimonio de la humanidad de la Unesco. Resalta por sus formaciones volcánicas del Mioceno, con andesitas que emergen formando alienaciones como la que lleva el mismo nombre y en la que se encuentra la colina de Var, con un manantial que abastecía de agua al castillo que había en su cima. Hay bosques de robles, pastos y cultivos.[5]
- Karancs-Medves, 66,2 km2, en Salgótarján, al norte de Hungría.
- Cserhát Oriental, 74,25 km2, en Pásztó
- Kesznyéten, 60,84 km2, en Kesznyéten
- Lázbérc, 40,54 km2, en Lázbérc
- Mátra, 121,8 km2, en 	Parád y Gyöngyös
- Área de Tarna, 95,7 km2, en Pétervására
- Parque nacional Danubio-Drava
- Boronka, 82,3 km2, en Marcali
- Mezőföld meridional, 75,47 km2, en Cece
- Mecsek Oriental, 93,5 km2, en Bonyhád y Pécsvárad
- Mecsek Occidental, 103,2 km2, en Abaliget y Pécs
- Zselic, 83,4 km2, en Kaposvár

## Reservas naturales

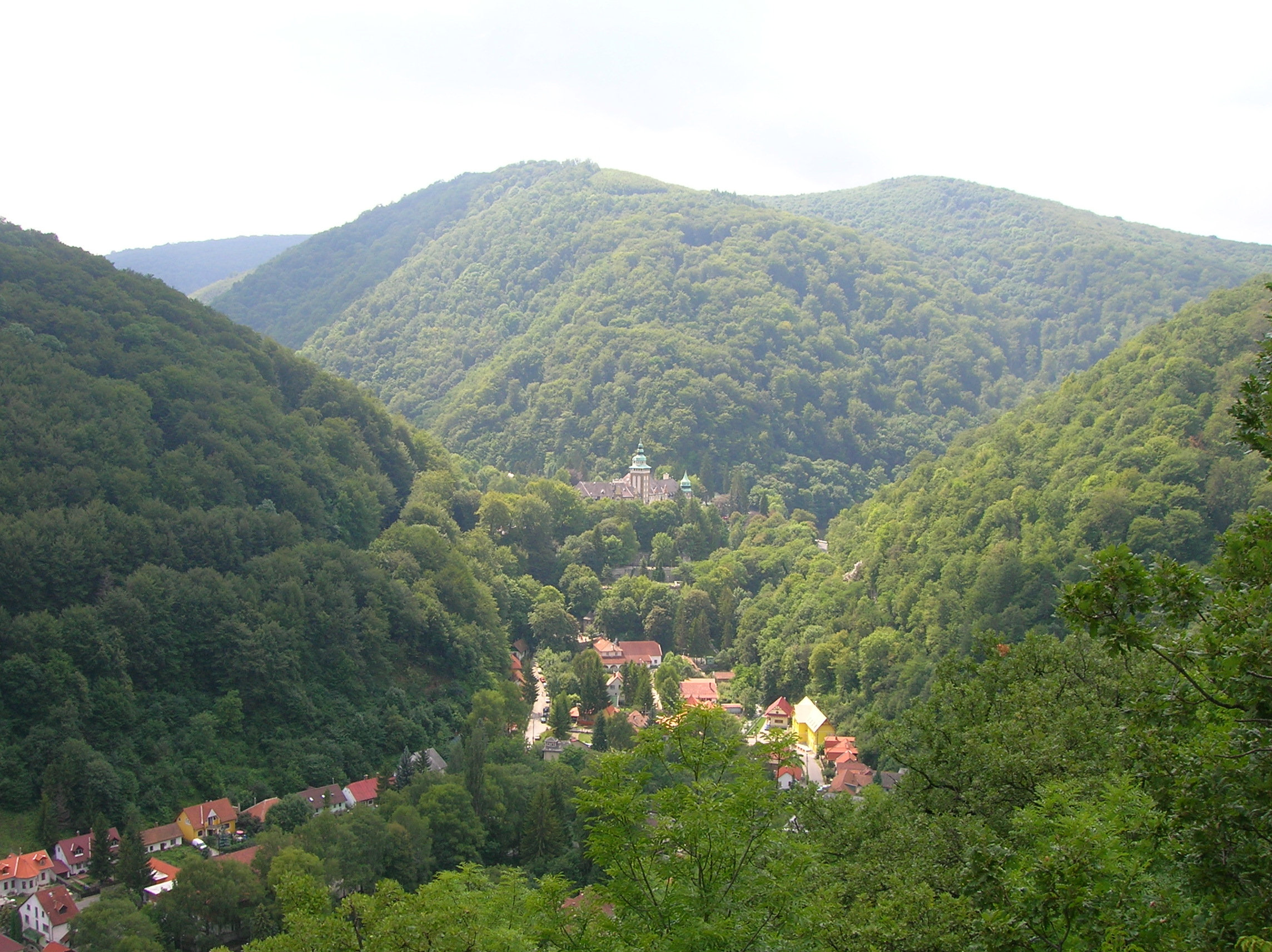
Valle de Lillafüred en los montes Bükk

- Bél-kő, 97,27 ha, monte de piedra caliza (815 m) prominente que sobresale unos 500 m desde la cuenca de Béli, es el centro geológico de los montes Bükk, con acantilados, cuevas y formaciones kársticas.
- Arboreto de Erdőtelki, 7,2 ha. Jardín botánico ubicado en la localidad de Erdőtelek, en la región de Heves, con una colección 1200 especies de árboles, arbustos y plantas herbáceas de todo el mundo. Entre los montes Bükk y la Gran llanura húngara.[6]
- Erdőtelki Égerláp, 22,4 ha. Pantano formado por una red de canales, estanques y praderas húmedas, donde predominan los alisos negros (Alnus glutinosa). Entre los montes Bükk y la Gran llanura húngara.[7]
- Gyöngyösi Sárhegy, 186 ha, al norte de la ciudad de Gyöngyös, en los montes Mátra. Es una colina volcánica, con los restos de una caldera en la cima, que forma una superficie llana, con una ligera hondonada que a veces se llena de agua, formando un pequeño lago llamado de Santa Ana (Szent Anna-tó).[8]
- Ipolytarnóci Ősmaradványok. Yacimiento arqueológico de 510 ha conocido como la Pompeya del mundo antiguo. Es un ecosistema sepultado por una erupción volcánica hace 20 millones de años.[9]
- Kerecsend-erdő o bosque de Kerecsend es un bosque de robles de 118 ha en el condado de Heves, con la categoría de Natura 2000.
- Kőlyuk-tető. Reserva natural de 117,5 ha protegida desde 1998 para preservar los viñedos de la zona.[10]
- Márkházapusztai Fás Legelő, o prado de Márkháza con bosque, 273 ha, terreno ondulado en el valle del Tisza con bosques de cerezos, carpes y robles.[11]
- Maconkai-rét, o pradera de Maconka, de 600 ha, en Bátonyterenye en el condado de Nógrád. Restos de zonas pantanosas y praderas en el valle de Zagyva, afluente del Tisza que ha sido en su mayor parte ocupado por cultivos, instalaciones industriales y embalses. Además del río hay un lago en el que abundan carpas, doradas, percas, lucios, bagres y muchas otras especies de peces, rodeado de cañaverales, prados y bosques.[12]
- Siroki Nyírjes-tó, o lago Nyírjes de Sirok, 22,5 ha, pequeña reserva natural en la ladera del monte Darnó. El lago de turba de Nyírjes ocupa 1 ha, en una depresión de 2 a 3 m de profundidad en el lado noreste del monte Darnó, a una altitud de 280 m sobre el nivel del mar, en el límite del pueblo de Sirok, de 1625 hab., rodeado sauces, juncos y un bosque de robles y hayas.[13]
- Sóshartyán Hencse-hegy, 104,7 ha. Área de protección natural de Hencse-hegy en Sóshartyán, con colinas onduladas, afloramientos rocosos de arenisca y profundos barrancos. Entre las plantas, la endémica Ranunculus zygomorphus, Festuca rupicola (hinojo húngaro) y oreja de oso.[14]
- Szomolyai Kaptárkövek, unas 31 ha de laberinto rocoso, también conocido como rocas de Kaptárkő o de Beehive. Posee unas 117 colmenas esculpidas en la roca de riolita volcánica por el hombre, de formas cónicas u cilíndricas que se elevan desde el suelo como si fueran torres o chimeneas. Tienen un origen enigmático y el lugar está rodeado de leyendas.[15]
- Szőllőskei Erdő, lo bosque de Szőllőskei, de 63,7 ha. Es un bosque centenario que dejó de explotarse en 1976, formado principalmente por robles y hayas, así como tilos, fresnos y arces.[16]
- Tardi-legelő, o pastos de Tardi, 280 ha de praderas, matorrales, bosques y humedales. En los prados se encuentran genciana amarilla (Gentiana lutea), la orquídea Dactylorhiza incarnata y la carlina de monte (Carlina vulgaris).

## Patrimonio cultural
- Hillfort
- Kunhalom
- Piedra de Beehive
- Ipolytarnóci Őslénytani , 110 ha en la ciudad de Ipolytarnóc con una colección de fósiles del Mioceno.